# Tesla Gigafactory
Tesla Gigafactory ("Gigatovarna") je tovarna Litij-ionskih baterij, ki jo trenutno gradi ameriški proizvajalec električnih avtomobilov Tesla Motors. Tovarna je locirana  v Storey County, Nevada, ZDA.Tovarna naj bi začela s proizvodnjo leta 2017. Cena izgradnje naj bi bila okrog 5 milijard ameriških dolarjev. Tovarna naj bi v dveh desetletjih prispevala okrog 100 milijard ameriških dolarjev v lokalno ekonomijo nevade.V tovarno naj bi investiral tudi japonski Panasonic. Tovarna naj bi zaposlovala okrog 6500 delavcev.
Tovarna naj bi zmanjšala ceno litij-ionskih baterij za okrog 30%. Na leto naj bi proizvedla 35 GWh celic in 50 GWh baterijskih sklopov, kar bi zadostovalo za okrog 500 000 električnih avtomobilov.